# Erró

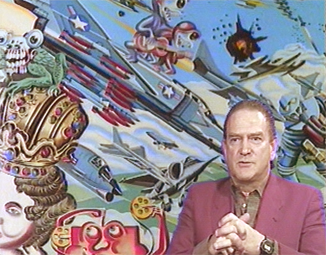
Erró

Aquest és un nom islandès. El darrer nom del nom oficial és un patronímic, no un cognom. La manera de referir-se a aquesta persona és pel nom de pila.
Erró, nom artístic de Gudmundur Gudmundsson, (Ólafsvík, Islàndia, 1932) és un artista postmodern. Va estudiar art a Noruega i a Itàlia, i ha residit a París, Tailàndia i a l'illa de Formentera durant gran part de la seva vida. El 1989 va donar una gran col·lecció de les seves obres al Museu de les Arts de Reykjavík, que n'ha posat part en l'exhibició permanent i va obrir un lloc web on es pot visitar la col·lecció completa.
El 2010 va ser acusat de plagi per Brian Bolland per copiar el seu treball no acreditat i la seva venda. Te obra exposada al MACBA de Barcelona.